# Cambodia League (2003)
Cambodia League (2003) – prawdopodobnie nierozegrana 20. edycja najwyższej piłkarskiej klasy rozgrywkowej w Kambodży. W rozgrywkach miało wziąć udział 10 drużyn. Sezon miał się rozpocząć w kwietniu 2004 roku, a zakończyć w październiku. 
Z rozgrywkach miały wziąć udział 3 reprezentacji prowincji: Prowincja Siem Reap, Prowincja Prey Veng i Prowincja Kampot. Oprócz tego wiadomo, że w lidze miały brać udział zespoły Nokorbal Krung Phnom Penh, Khemara Keila FC, Nokorbal Cheat, Royal Navy FC i Keila Reith.
Nie wiadomo czy ostatecznie przeprowadzono rozgrywki, lecz istnieje duże prawdopodobieństwo, że się one nie odbyły.